# جاده‌های ابریشم: شبکه راه چانگ‌آن-تین شان
جاده‌های ابریشم: شبکه راه چانگ‌آن-تین شان یک میراث جهانی یونسکو است که بخش چانگ‌آنـتین شان جاده ابریشم و سایت‌های تاریخی در طول راه را پوشش می‌دهد. در ۲۲ ژوئن ۲۰۱۴، یونسکو یک بخش ۵٫۰۰۰ کیلومتری از جاده ابریشم از مرکز چین تا منطقه هفت‌آب در آسیای میانه را به عنوان یک میراث جهانی فهرست کرد. این راه از چین، قزاقستان و قرقیزستان می‌گذرد و شامل ۳۳ سایت قدیمی و تازه‌ثبت است.

## تاریخ
در سال ۱۹۸۸، یونسکو یک پژوهش دربارهٔ جاده ابریشم راه‌اندازی کرد تا درک و فهم گسترش فرهنگ از طریق این جاده را بشناساند و از آن محافظت کند. در اوت ۲۰۰۶، یونسکو و اداره دولتی میراث فرهنگی جمهوری خلق چین، در تورفان، سین‌کیانگ یک نشست دربارهٔ درخواست ثبت جاده ابریشم به عنوان یک میراث جهانی بررسی شود. در این نشست، چین و پنج کشور در آسیای میانه، قزاقستان، قرقیزستان، تاجیکستان، ازبکستان و ترکمنستان تصمیم گرفتند که به‌طور مشترک در سال ۲۰۱۰ یک درخواست بدهند. شش کشور در سال ۲۰۰۹ یک کمیته تنظیم برای درخواست تشکیل دادند.
در ۲۲ ژوئن ۲۰۱۴، در سی و هشتمین نشست کمیته میراث جهانی در دوحه، قطر، درخواست چانگ‌آن-تین شان به تصویب رسید.